# Đăk Nên
Đắk Nên là một xã thuộc huyện Kon Plông, tỉnh Kon Tum, Việt Nam.
Xã Đắk Nên có diện tích 129,73 km², dân số năm 2019 là 2.267 người, mật độ dân số đạt 17 người/km².